# 中禅寺 (上田市)
中禅寺（ちゅうぜんじ）は、長野県上田市前山にある真言宗智山派の寺院。山号は竜王山、院号は延命院。平安時代末期から鎌倉時代初期頃の建立とされる薬師堂は重要文化財に指定されている。本尊は延命地蔵菩薩。
　

## 歴史
伝承によれば、天長年間（824年―834年）空海（弘法大師）が雨乞い祈祷のため、草庵を結んだという。源頼朝や塩田北条氏等の庇護を受け栄えるが、永享年間（1429年―1441年）、寛文5年（1665年）、享保5年（1720年）と度重なる火災に遭い諸堂を焼失、享保19年（1734年）祐精法印が中興し現在の本堂が建立された。

## 文化財

### 重要文化財
- 薬師堂　1936年（昭和11年）9月18日指定　長野県最古の木造建築
- 木造薬師如来坐像（附 木造神将立像1躯）

### 長野県宝
- 金剛力士立像

### 上田市指定文化財
- 中禅寺石造五輪塔

## 交通アクセス
公共交通機関
JR上田駅からタクシーで30分間。
上田電鉄別所線・塩田町駅からシャトルバスに乗車、「中禅寺」バス停留所にて下車。
自家用自動車
上信越自動車道・上田菅平インターチェンジから15キロメートル、自動車で30分間。駐車場は普通車30台、大型バス4台。

## 参考資料
- 『郷土の文化財古建築』上田市立博物館
- 『上田地方の古代中世の神社と寺院』上田市立信濃国分寺資料館
- 『探訪 信州の古寺 天台宗・真言宗』1996年 郷土出版社